# Paese di Bengodi
Il paese di Bengodi, contrada del paese di Berlinzone, è un luogo immaginario descritto da Giovanni Boccaccio nella III novella dell'VIII giornata del Decamerone, intitolata Calandrino e l'elitropia.
La descrizione di questo luogo viene fatta da Maso del Saggio che, insieme a Bruno e Buffalmacco, inventano una burla ai danni del credulone  Calandrino. Questi, attratto da quanto gli viene narrato riguardo al meraviglioso paese di Bengodi, dove si trova in abbondanza l'elitropia, pietra che rende invisibili, si mette alla sua ricerca. 
Alcuni particolari del paese di Bengodi si ritrovano nella descrizione del Paese di Cuccagna.
Ecco la citazione dal Decamerone: